# 超マシン誕生
超マシン誕生(原題:The Soul of a New Machine)は、トレイシー・キダー(Tracy Kidder)著のノンフィクションで 、1981年に出版された。 この本は、とてつもないプレッシャーのもと、次世代コンピュータを設計するために、コンピュータエンジニアリングチームが猛烈なスピードで競争していた経験の記録である。このマシンは、1980年に Data General Eclipse MV/8000として発売された。 この本は、1982年の全米図書賞(ノンフィクション部門)とピューリッツァー賞 一般ノンフィクション部門を受賞した。 

## あらすじ
本書は、1970年代のミニコンピューターベンダーであるデータゼネラル内の2つのコンピューター設計グループ間での縄張り争いから幕を開ける。 上級設計者のほとんどは、ノースカロライナ州で次世代マシンの設計という「セクシー」な仕事を任されている。コードネーム「ファウンテンヘッド」と名付けられた彼らのプロジェクトは、データゼネラルに、32ビットミニコンピュータの新市場を席巻し始めたディジタル・イクイップメント・コーポレーション (DEC)のVAXコンピュータに対応するマシンを与えるものである。一方、 マサチューセッツ州ウェストボローにある本社では、そこに残った数人の上級設計者が、データゼネラルの既存製品を改良するという地味な仕事を任されていた。ウェストボローの設計者のリーダーであるトム・ウエストは、 スカンクワークスのプロジェクトを開始した。 コードネーム「イーグル」と名づけられたこのプロジェクトは、ファウンテンヘッドが失敗した場合のバックアップ計画として、DECに追いつくための唯一の希望となる。プロジェクトを期限内に完了させるために、ウエストはリスクを冒した。彼は新しい技術を使用することを選択し、設計チームの大部分を大学を卒業したばかりの新人 (それほど複雑なものを設計したことがない) に頼っている。この本は、彼らが新しいマシンの設計とデバッグに人生のほとんどすべての起きている時間を捧げるように、多くの設計者を追うものである。 

## 主題
本書で紹介されている労働環境は、従来の経営とは正反対の面が多い。トップダウンの経営ではなく、多くの革新は草の根レベルから始まっている。経営陣が労働力を強制的に働かせるのではなく、労働者がボランティアで時間通りプロジェクトを完了させるようにした。その理由は、仕事自体がやりがいのあるものであれば、人はベストを尽くすからである。設計者の多くは、「彼らはお金のために働いているのではない」、つまり、発明や創造という挑戦のために働いていると述べている。動機付けの仕組みはピンボールゲームに似ていて、このラウンドに勝つとまたゲームをすることができる、つまり、次世代のコンピューターを作ることができるという例えである。 
この本では、エンジニアリングの品質と市場投入までの時間の間の緊張関係がテーマとなっている。トム・ウエストは、「やる価値のあるすべてのことが、うまくやる価値があるとはかぎらない」、あるいは「やっつけで仕事ができて、それでちゃんと機能するなら、そうしろっていうことだよ」と、彼のモットーを述べている。設計者たちは、チームの目標は「エクリプスにつけるサイドバッグ」、言い換えれば、より早く完成させるために粗悪な製品を作ることであると不満を口にしている。 
トム・ウエストは、「マッシュルーム経営の理論」- 「設計チームを暗闇の中に閉じ込め、糞を食べさせ、成長を見守る」 - を実践した。つまり設計チームを外部からの影響から隔離し、その代わりに未知のものへの恐怖心をチームの動機を高めるために利用した。 
新しいマシンの「魂」は、献身的な技術者たちによって、尽きることのない時間と努力により吹き込まれた。魂は、シリコンとマイクロコードに格納された彼らのものである。